# Fédération internationale d'aïkido
Pour les articles homonymes, voir IAK.
La Fédération internationale d'aïkido, en anglais et officiellement International Aikido Federation (IAF), est une association sportive internationale qui fédère une cinquantaine de fédérations nationales d'aïkido du monde entier. Elle assure également la promotion internationale du Iaidō et Jōdō.
L'IAF est affiliée depuis 1984 à l'Association générale des fédérations internationales de sports. L'aïkido est présent aux Jeux mondiaux, même si la fédération n'organise pas de compétitions, tout comme les Jeux mondiaux des sports de combat à partir de la deuxième édition. Elle est également partie prenante de l'Agence mondiale antidopage.

## Structure
La Fédération internationale d'aïkido a été créée en 1976 pour servir de principale organisation mondiale d'aïkido. Il s'agit d'une organisation parapluie avec des organisations membres de plus de 40 pays. Tous les membres doivent être reconnus par le Hombu, donc l'IAF représente exclusivement l'école Aikikai . La fédération est une organisation nominalement démocratique, mais des rôles spéciaux sont attribués au Doshu et à un conseil d'instructeurs seniors, pour sauvegarder l'intégrité technique et morale de l'aïkido. L'IAF n'admet actuellement qu'une seule organisation membre par pays et donne à chacun de ces membres un vote égal (il a été calqué sur les Nations unies ; il ne donne pas nécessairement à chaque Aikikai une représentation égale).
L'IAF démontre l'aïkido aux Jeux mondiaux et représente l'aïkido dans le monde entier. L'IAF organise également des congrès internationaux d'aïkido tous les quatre ans, facilitant la formation directe entre les étudiants d'aïkido de différents pays, partageant l'enseignement des instructeurs d'aïkido les plus expérimentés du monde, et fournissant également un canal de communication officielle avec le Hombu.
Les activités majeures de la fédération sont notamment :
1. Fournir un moyen aux pratiquants d'Aïkido du monde entier de se rencontrer et de pratiquer l'art ensemble sous la direction de professeurs de haut rang, en particulier ceux qui sont directement affiliés au Hombu Aikikai.
2. Fournir un canal officiel de communication entre les organisations d'aïkido et le Hombu Aikikai.
3. Introduire et diffuser cet art dans des pays où il n'existait pas.
4. Nouer des contacts officiels avec divers organismes sportifs officiellement reconnus : des risques de malentendu existent, car l'aïkido n'est pas un sport au sens communément accepté du terme, car il n'y a pas de compétitions.
5. Reconnaître un statut officiel par la fédération internationale pour permettre aux fédérations membres d’être reconnues par leurs propres autorités gouvernementales.

## Associations membres
Il existe actuellement plus de 100 organisations reconnues par le Hombu, mais toutes ne peuvent pas être membres de l'IAF.
| Afrique | Amériques | Asie-Pacifique | Europe |
| --- | --- | --- | --- |
| - Afrique du Sud (Aikido federation of South Africa) - Égypte (Egyptian aikido association) - Maroc (Fondation nishiyama d'aikido) | - Argentine (Asociación argentina de aikido) - Brésil (Federação paulista de aikido) - Chili (Federación deportiva nacional chilena de aikido aikikai) - Colombie (Federación colombiana de aikido) - Mexique (Federación mexicana de aikido) - Paraguay (Asociación paraguaya de aikido / paraguay aikikai) - États-Unis (United States aikido federation) - Uruguay (Federación uruguaya de aikido) - Venezuela (Venezuela aikikai) | Asie - Corée du Sud (Korea aikido federation) - Hong Kong (Hong-Kong aikido association) - Indonésie (Perguruan Indonesia aikikai) - Japon (all-Japan aikido federation) - Liban (Lebanese aikido federation) - Macao (Associacao de aikido de Macau) - Malaisie (Aikikai Malaysia association) - Singapour (Aikikai Singapore) - Chinese Taipei (Chinese Taipei aikido association) - Thaïlande (Aikido association of Thailand) Océanie - Australie (Aiki kai) - Nouvelle-Zélande (New Zealand aikikai) | \| - Belgique (Belgian aikikai) - Bulgarie (Bulgarian aikido federation) - Croatie (Croatian aikido federation) - République tchèque (Czech aikido association) - Danemark (Danish aikido federation) - Estonie (Estonian aikido federation) - Finlande (Finland aikikai) - France (Fédération française d'aïkido, aïkibudo et affinitaires) - Allemagne (Aikikai Deutschland) - Grèce (Aikikai Greece) - Hongrie (Hungarian aikikai aikido culture federation) - Irlande (Irish aikido federation) - Italie (Aikikai d'Italia) - Lituanie (Lithuanian aikido aikikai federation) - Luxembourg (Fédération luxembourgeoise des arts martiaux) \| - Monaco (ASMonaco aikido) - Pays-Bas (Nederlandse aikikai federatie) - Norvège (Norwegian aikido federation) - Pologne (Polish aikido federation) - Portugal (Federação portuguesa de aikido) - Roumanie (Romanian aikikai aikido foundation) - Russie (Aikido Aikikai Federation of Russia) - Écosse (Scottish aikido federation) - Slovaquie (Slovak aikido association) - Slovénie (Slovenia aikido foundation) - Espagne (Aikido aikikai España) - Suède (Swedish aikido federation) - Suisse (Association culturelle suisse d’aikido) - Ukraine (Association of aikido aikikai of Ukraine) - Royaume-Uni (British aikido federation) \| |
| - Belgique (Belgian aikikai) - Bulgarie (Bulgarian aikido federation) - Croatie (Croatian aikido federation) - République tchèque (Czech aikido association) - Danemark (Danish aikido federation) - Estonie (Estonian aikido federation) - Finlande (Finland aikikai) - France (Fédération française d'aïkido, aïkibudo et affinitaires) - Allemagne (Aikikai Deutschland) - Grèce (Aikikai Greece) - Hongrie (Hungarian aikikai aikido culture federation) - Irlande (Irish aikido federation) - Italie (Aikikai d'Italia) - Lituanie (Lithuanian aikido aikikai federation) - Luxembourg (Fédération luxembourgeoise des arts martiaux) | - Monaco (ASMonaco aikido) - Pays-Bas (Nederlandse aikikai federatie) - Norvège (Norwegian aikido federation) - Pologne (Polish aikido federation) - Portugal (Federação portuguesa de aikido) - Roumanie (Romanian aikikai aikido foundation) - Russie (Aikido Aikikai Federation of Russia) - Écosse (Scottish aikido federation) - Slovaquie (Slovak aikido association) - Slovénie (Slovenia aikido foundation) - Espagne (Aikido aikikai España) - Suède (Swedish aikido federation) - Suisse (Association culturelle suisse d’aikido) - Ukraine (Association of aikido aikikai of Ukraine) - Royaume-Uni (British aikido federation) | | |